# Fideicomiso de las Naciones Unidas

Bandera de la ONU

Los fideicomisos de las Naciones Unidas eran los antiguos mandatos de la Sociedad de Naciones que se crearon cuando la Sociedad de Naciones se disolvió en 1946 y sus funciones e instituciones se integraron en la ONU. La administración de estos territorios se supervisaba en el Consejo de Administración Fiduciaria de las Naciones Unidas para garantizar la preparación de estos territorios para la autonomía o la independencia.
En la actualidad ya no existen fideicomisos. El último de ellos fue abandonado por Estados Unidos el 1 de octubre de 1994 cuando se proclamó la República de Palaos.

## Listado de territorios en fideicomiso
De conformidad con el artículo 77 de la Carta de las Naciones Unidas (Capítulo XII), el régimen de administración fiduciaria se aplicaría a territorios que ya estuviesen sujetos a un mandato de la Sociedad de Naciones; a aquellos territorios que como resultado de la II Guerra Mundial, fueron segregados de un Estado enemigo; y territorios que hubiesen sido puestos voluntariamente bajo este régimen por los Estados responsables de su administración.
En total fueron 11 los territorios supervisados por el Consejo de Administración Fiduciaria de las Naciones Unidas, consiguiendo su independencia el primero en 1957 y el último en 1994. Según las potencias administradoras estos territorios fueron:
- Australia:
  - Nauru, hasta su independencia en 1968.
  - Papúa Nueva Guinea (Territorio de Papúa y Nueva Guinea). Constituyó una unión administrativa entre el antiguo mandato de Nueva Guinea y la colonia de Papúa desde 1949 hasta su independencia en 1975.
- Bélgica:
  - Ruanda-Urundi. Votó para dividirse en dos estados independientes, Ruanda y Burundi, en 1962.
- Estados Unidos y Japón: 
  - Territorio en Fideicomiso de las Islas del Pacífico. Dividido en cuatro territorios: 
    - República de las Islas Marshall (1979), los Estados Federados de Micronesia (1979), la Mancomunidad de Islas Marianas del Norte (1976), y la República de Palaos (1981). Con la excepción de las islas Marianas del norte, que es un territorio organizado y no incorporado a EE. UU.; las islas Marshall y los Estados Federados de Micronesia están asociados a EE. UU. desde 1986, aunque el fideicomiso oficialmente finalizó en 1990: 
      - Islas Marianas del Norte. Estado asociado (Commonwealth) con EE. UU. desde 1976.
      - Islas Marshall. Soberanía reconocida en 1986 e independencia oficial desde 1990.
      - Los Estados Federados de Micronesia. Soberanía reconocida en 1986 e independencia oficial desde 1990.
      - Palaos. Su independencia y asociación a EE.UU es desde 1994.
- Francia:
  - Camerún francés. Se independizó como Camerún en 1960.
  - Togolandia francesa Se independizó bajo el nombre de Togo en 1960.
- Reino Unido:
  - Camerún británico. Su territorio septentrional se unió a Nigeria (el 31 de mayo de 1961) y el meridional a Camerún (el 1 de octubre de 1961), tras un plebiscito.
  - Tanganika Se independizó en 1961. En 1964 se unió con el antiguo protectorado británico de Zanzíbar (independiente desde 1963), para formar la República Unida de Tanzania.
  - Togolandia británica. Unido con la colonia británica de Costa de Oro en 1957 para formar la independiente Ghana.
- Italia:
  - Somalía Italiana. Unida con Somalilandia Británica en 1960 para formar el estado independiente de Somalia.
- Nueva Zelanda:
  - Samoa Occidental. Se independizó bajo el nombre de Samoa en 1962.

## Caso especial de Namibia
Según el artículo 77, Namibia, antigua África del Sudoeste, que era administrada por un mandato de la Sociedad de Naciones por Sudáfrica por tanto debería estar bajo la supervisión del Consejo. Sin embargo el gobierno de Sudáfrica se negó a cumplir con ello. La consideró de facto como una provincia de su territorio. El mandato fue revocado oficialmente por la Asamblea General de las Naciones Unidas en 1966. Entre 1966 y 1989 se nombró un Comisionado de las Naciones Unidas para Namibia para tratar el caso de la independencia. Sudáfrica no reconoció la resolución y los comisionados hasta 1988, cuando se entró en un proceso de negociación de la transición a la independencia de dicho territorio. Finalmente Namibia logró su independencia de Sudáfrica en 1990.